# Relationer mellan Ryssland och Sverige
Rysslands och Sveriges bilaterala relationer går tillbaka till 900-talet, då en grupp svenska vikingar, varjager, antas ha skapat nya stater såsom Kievrus som senare utvecklades till att bli Ryssland. Under modern tid har relationen mellan länderna i perioder varit konfliktfylld, och Ryssland uppges ha kränkt svenskt luftrum vid upprepade tillfällen. Den ökade aktiviteten över området ska ha bidragit till att Myndigheten för samhällsskydd och beredskap i januari 2018 beslutade att skicka ut en ny folder med arbetsnamnet “Om krisen eller kriget kommer” till 4,7 miljoner svenska hushåll.  Senast en liknande broschyr skickades ut i samma omfattning var för flera årtionden sedan, i samband med andra världskriget. Förutom att foldern informerar om lämpliga förberedelser inför krig beskriver den också hur man ska agera exempelvis under naturkatastrofer och terrorattentat.

## Relationshistoria

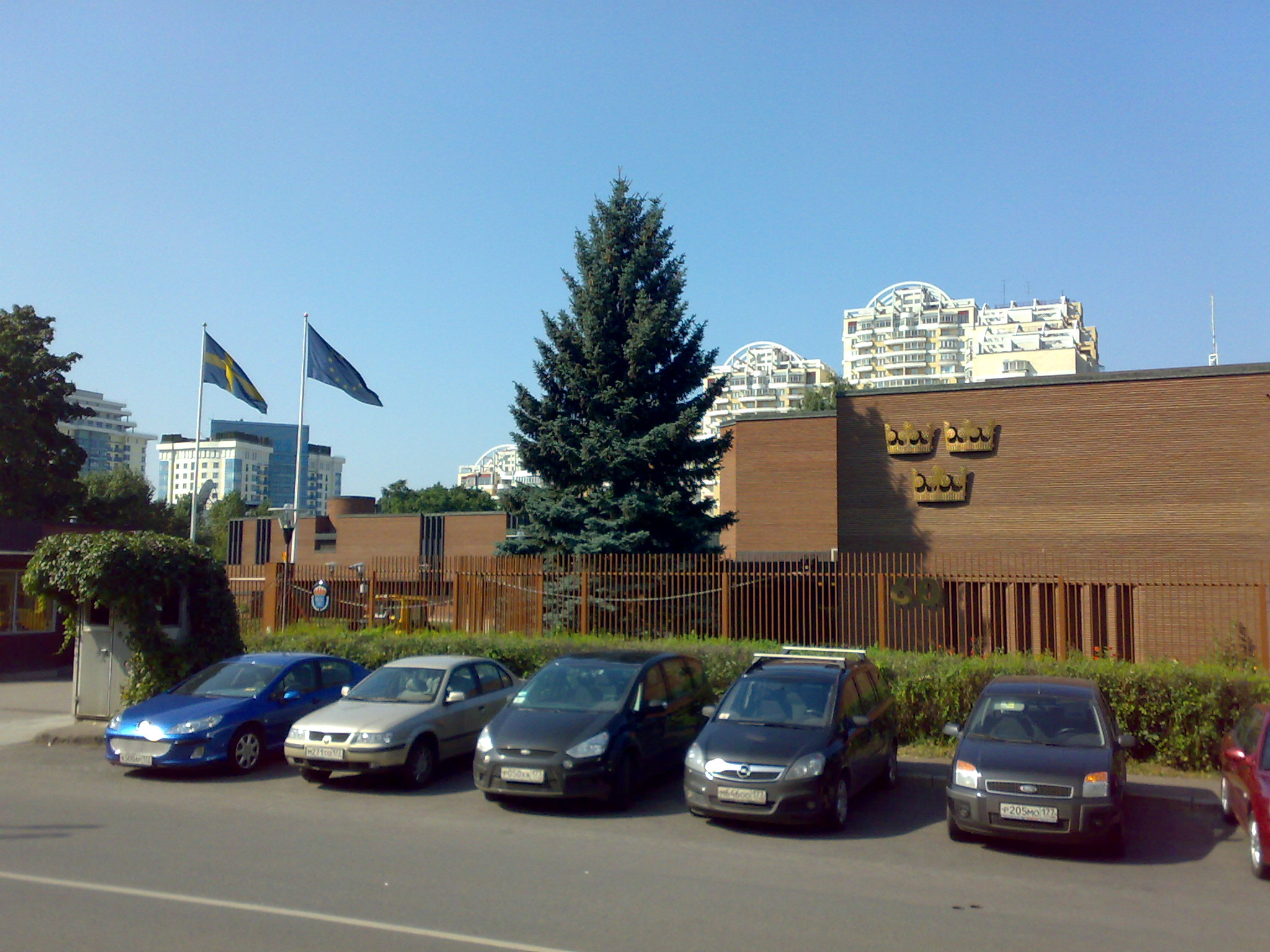
Sveriges ambassad i Moskva.

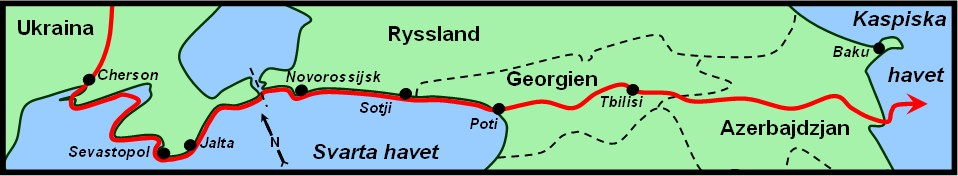
Svenska vikingar i österled.

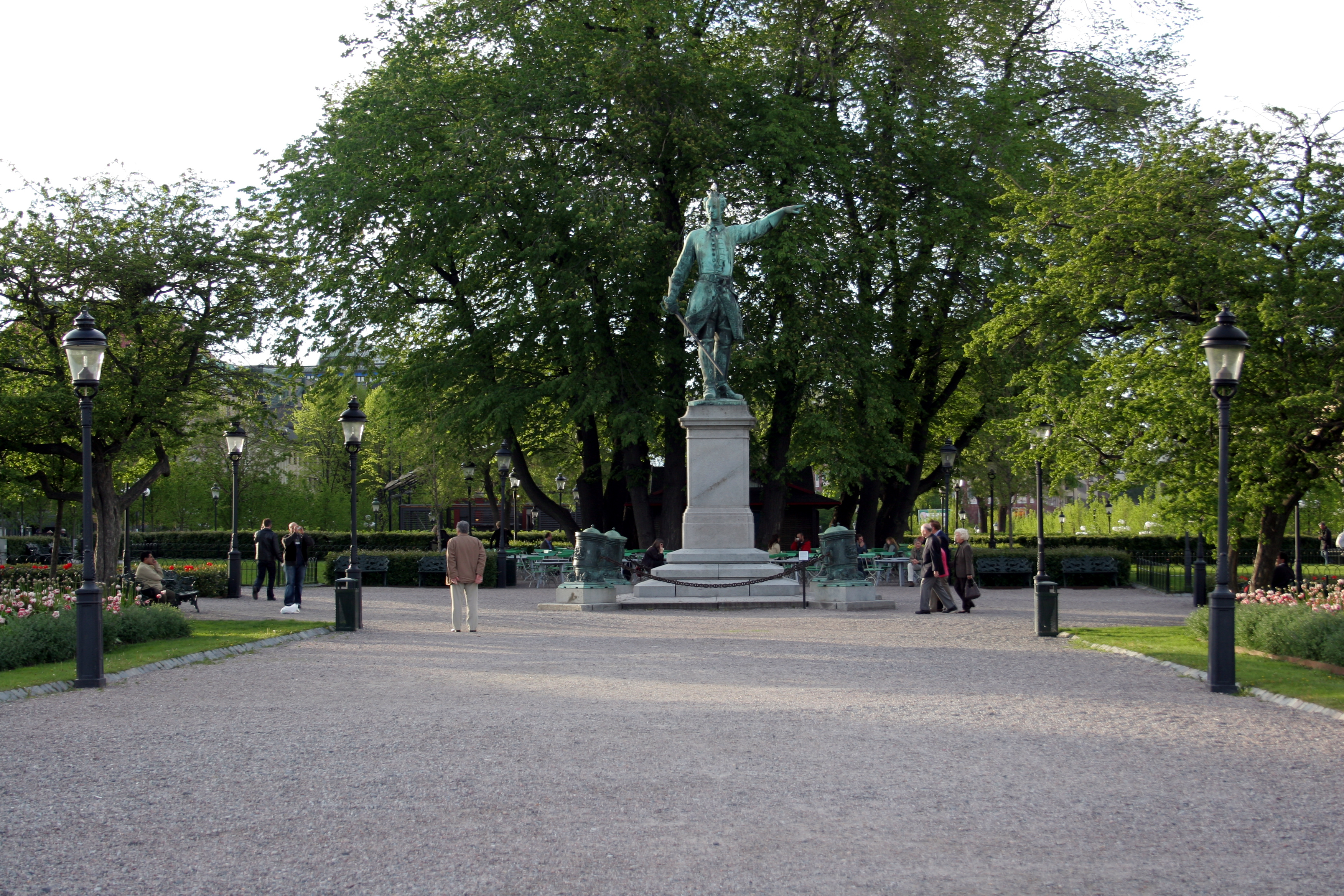
Karl XII-statyn i Kungsträdgården pekar mot Ryssland.

Ryssland och Sverige har en långvarig historia av krig; totalt utkämpades 11 stycken mellan 1400-talet och 1809. Under Stora nordiska kriget skickades vissa svenska krigsfångar till Sibirien, där de utgjorde runt 25 % av befolkningen i Tobolsk, Sibiriens huvudstad, och vissa bosatte sig sedan där permanent. 
Hertigdömet Estland var under svenskt styre 1561–1721 men erövrades av Ryssland 1710 innan det överlämnades till Ryssland 1721 som en del i Freden i Nystad. Alla estlandssvenskar från ön Dagö tvingades flytta till Nya Ryssland (nuvarande Ukraina) av Katarina II av Ryssland, där de skapade sin egen by, Gammalsvenskby.
Den svenske diplomaten Malcolm Sinclair mördades 1739 på order av den ryska kejsarinnan Anna Ivanovna för att förhindra Sveriges eventuella allians med det Ottomanska riket. Mordet blev en av anledningarna till Hattarnas ryska krig som utkämpandes mellan länderna 1741-1743.
Ryssland hade dessutom allt sedan Freden i Nystad 1721 stått som garant till den svenska grundlagen. För att göra slut på denna inblandning i svensk inrikespolitik inledde Gustaf III det Ryska kriget 1788-1790. Detta krig kunde efter den svenska segern i Slaget vid Svensksund 1790, leda fram till Freden i Värälä som avslutade Rysslands inblandning i Sveriges inre angelägenheter.
Åren 1808–1809 utkämpades det Finska kriget, vilket också är den senaste gången Sverige och Ryssland var i strid med varandra. Eftersom Gustav IV Adolf vägrade att låta Sverige gå över till Frankrikes sida genom att gå in i Kontinentalsystemet fick Tsar Alexander (som fransk allierad) en ursäkt att skicka militär över gränsen till Finland. Inom kort var hela Finland ockuperat av ryssarna. Kriget gick så katastrofalt att Gustav IV avsattes i statskuppen 1809 och Karl XIV Johan valdes som tronföljare.
Efter att Karl XIV tillträdde den Svenska och Norska kronan 1818 föredrog han att behålla vänliga relationer med Ryssland. Karl XIV Johans ryssvänliga politik ledde till att Sverige ofta vek sig för ryska krav när man sattes under press, liksom den skandal som följde när man försökte sälja örlogsfartyg till de latinamerikanska länderna på 1830-talet. Denna ryss-vänliga politik fortsatte fram tills Oscar Is tillträde till tronen 1844.
Den svenske diplomaten Raoul Wallenberg delade mellan juli och december 1944 ut skyddspass och gömde judar, och räddade livet på tusentals judar i Ungern. 1944 arresterades han i Ungern och sattes i fängelse i Moskva, där han antas ha dött. Även om detta hände på Sovjetunionens tid har frågan senare även diskuterats mellan Ryssland och Sverige.
Den 27 oktober 1981 gick en sovjetisk ubåt vid namn U 137 på grund vid Karlskronas vatten. Trots att Ryssarna inte fick tillträde att bogsera båten var sovjetiska fartyg på sin väg för att hämta tillbaka båten men behövde i sista sekund vända om för att inte förvärra konflikten. Händelsen blev fick stor uppmärksamhet i både svensk och utländsk media. Det finns flera olika teorier om varför den sovjetiska ubåten härjade i svenskt vatten. Bland annat påstod man från sovjetiskt håll att det var en felnavigering. Från svenskt håll ansågs ubåten avsiktligt befinna sig i svenskt vatten för att spionera. 
Relationerna mellan Ryssland och Sverige förvärrades återigen i juli 2009 då Moskva motsatte sig planer på ett stort toppmöte med EU och Ryssland i Stockholm. Rysslands president Dmitrij Medvedev önskade att toppmötet skulle hållas i Bryssel, då han ansåg att det var en mer neutral plats för ändamålet. Andra spänningar i de rysk-svenska relationerna är Rysslands erkännande av de två utbrytarregionerna, Abchazien och Sydossetien, som bröt sig loss från Georgien efter kriget i Georgien 2008. Sveriges utrikesminister Carl Bildt fördömde Rysslands handlingar, och jämförde med Adolf Hitler.
Naturgasledningen Nord Stream i Östersjön var ämnet för Sveriges försvarsforskningsmyndighets Robert L. Larssons 110 sidor långa studie Nord Stream, Sweden and Baltic Sea Security (2007) som innehåller flera aspekter i Nord Stream-projektet. Försvarsberedningen tog däremot i december 2007 inte upp några militära aspekter av gasledningen utan betonade en önskan om strikta miljökrav och samarbete mellan Östersjöstaterna om övervakning. Den svenska regeringen gav sitt godkännande till projektet i november 2009.